# Kenta Ōshima
Kenta Ōshima (大嶋 健太, Ōshima Kenta, né le 3 septembre 1997 à Nerima) est un athlète japonais spécialiste du sprint. Il remporte la médaille d'argent du 100 mètres lors des Jeux olympiques de la jeunesse d'été de 2014, à Nankin en Chine.
Il porte son record sur 100 m à 10 s 29 à Wakayama le 30 juillet 2015.
Il détient le record d'Asie junior du relais 4 x 100 m en 39 s 01, avec ses coéquipiers Jun Yamashita, Wataru Inuzuka et Ippei Takeda.

## Palmarès
- Jeux olympiques de la jeunesse d'été 2014 à Nankin (Chine)
  -  Médaille d'argent du 100 m